# Sidney Martin
Sidney Hugh Martin (11 de enero de 1909 – 13 de febrero de 1988) fue un jugador de críquet de primera clase sudafricano que jugó 267 partidos de primera clase tanto en el críquet sudafricano como en el inglés. Era el tío del jugador de críquet de prueba de Sudáfrica, Hugh Tayfield.
Martin hizo su debut de primera clase en la Currie Cup para Natal contra Eastern Province en marzo de 1926, tomando dos wickets en la segunda entrada, incluyendo el de Arthur Ochse. Jugó dos partidos más (ambos también contra Natal) la temporada siguiente, tomando seis wickets en el primer partido y anotando 64 no out en la primera entrada del segundo juego.
En 1929, Martin hizo su debut en Inglaterra, jugando para el MCC contra la Universidad de Oxford en Lord's, y aunque regresó a Natal durante los inviernos ingleses, no jugó más críquet fuera de Inglaterra hasta después de la Segunda Guerra Mundial. Apareció con bastante regularidad para el MCC en 1929 y 1930; su mejor retorno de bolos para ellos fue el 7/43 que reclamó en la primera entrada contra la Royal Navy en Chatham en julio de 1929, mientras que su puntuación más alta fue el 97 que hizo contra el Ejército en agosto de 1930.
En 1931, Martin hizo un debut bastante discreto para Worcestershire, tomando dos wickets y anotando 4 contra los neozelandeses. Comenzó su carrera en el Campeonato del Condado la temporada siguiente y permaneció como un pilar del equipo hasta el estallido de la guerra. No logró anotar sus mil carreras de primera clase para la temporada en 1932, pero alcanzó el hito cada año desde 1933 hasta 1939, mientras que en 1937 y 1939 logró el doble.
Su año más productivo con el bate fue 1935, en el que consiguió cinco siglos, incluyendo su mejor marca personal, un 191* en la primera entrada contra Northamptonshire. Como lanzador, tres veces tomó ocho wickets en una entrada, siendo el mejor de estos retornos (y el mejor de su carrera) el 8/24 que reclamó contra Sussex en agosto de 1939, con cifras de partido de 13/88.
La guerra intervino y, de hecho, nunca volvió a jugar críquet de primera clase en Inglaterra. Su siguiente aparición fue de nuevo con Natal, jugando contra Transvaal en un partido que comenzó el Día de San Esteban de 1945. Jugó una campaña completa de la Currie Cup con Natal en 1946/47, y en noviembre de 1946 tomó 5/32 contra Griqualand West. Desde 1947/48 hasta el final de su carrera en 1949/50, Martin representó a Rodesia, habiéndose mudado a vivir allí. Para ellos, su mejor desempeño fue el 6/49 que tomó contra un equipo del MCC en gira en Salisbury en febrero de 1949. Capitaneó al equipo de Rodesia en cuatro ocasiones.
Aunque nunca actuó como árbitro en un partido de primera clase, sí ofició (junto con Paul Gibb) en el partido del centenario de una sola entrada de Worcestershire contra el MCC en 1965.
Además de su sobrino Hugh Tayfield (mencionado anteriormente), otros tres parientes de Martin jugaron críquet de primera clase: su hijo Hugh Martin, y otros dos sobrinos Arthur Tayfield y Cyril Tayfield.